# Sine Van Mol
Sine Van Mol (Kalmthout, 2 mei 1945) is een Belgische schrijver van kinderboeken.

## Leven
Vóór haar debuut als auteur gaf Van Mol ongeveer twaalf jaar les in het basisonderwijs. Stilaan begon ze te schrijven, eerst voor volwassenen, daarna voor kinderen en jongeren. Het bezorgen van leerkriebels is haar belangrijkste motivatie om voor deze doelgroep te schrijven. Ze schrijft graag voor kinderen omdat ze even blij, bang, boos en ondeugend kan zijn als hen. Sine Van Mol is een tijdje natuurgids geweest op de Kalmthoutse Heide. Later is ze werkzaam geworden als assistente in de bibliotheek van Kalmthout. Ze is ook voorzitter van de tekenacademie Pigment.

## Werk
De natuur is een van haar inspiratiebronnen: haar dichtbundels getuigen van een grote betrokkenheid van mens en natuur. Haar kinder- en jeugdboeken gaan over uiteenlopende onderwerpen, maar snijden vaak een problematiek aan zoals leermoeilijkheden, seksueel misbruik, kinderprostitutie, ... Ze heeft een vlotte, eigentijdse schrijfstijl en probeert een hoopvolle boodschap mee te geven in haar boeken. Er is een duidelijke evolutie naar meer opbouw in haar verhalen. De hoofdpersonages worden meestal goed uitgewerkt, maar de nevenpersonages worden soms nogal oppervlakkig beschreven of eenzijdig getypeerd. Haar eerste poëziebundel voor kinderen Het paard staat dood te zijn verscheen in 1994. Van Mol gelooft in het poëtische gevoel van kinderen en hun creatieve mogelijkheden bij het interpreteren van gedichten. Ze vindt het dan ook belangrijk dat kinderen dit genre ontdekken. Ze maakt in haar poëzie veel gebruik van beelden die vaak verrassend zijn en zelfs bevreemdend overkomen. Ze brengt poëzie in een uitgepuurde vorm en een fantasierijke beeldspraak. Van Mol illustreert ook vaak haar boeken zelf.

## Bekroningen
- 1993: Kinder- en Jeugdjury Vlaanderen (KJV) voor Geluk in een papiertje

- Nederlandse Thesaurus van Auteursnamen: 070289077
- Système universitaire de documentation: 193727501
- Virtual International Authority File: 9111943